# Orthostichopsis pilotrichelloides
Orthostichopsis pilotrichelloides là một loài Rêu trong họ Pterobryaceae. Loài này được (Sehnem) B.H. Allen & Crosby miêu tả khoa học đầu tiên năm 1986.